# Ismaning
Ismaning es un municipio situado en el distrito de Múnich, en el estado federado de Baviera (Alemania). Tiene una población estimada, a fines de 2024, de 18 513 habitantes.
Está ubicado cerca de la ciudad de Múnich y de la orilla del río Isar —un afluente derecho del Danubio—.